# 지구의 벗

지구의 벗(地球-, Friends of the Earth (International), FOEI)은 1969년 9월 데이비드 블로워(David Brower)가 미국 샌프란시스코에서 설립한 환경단체로서 그린피스, 세계 자연보호 기금(WWF)와 함께 세계 3대 환경보호단체 중의 하나이다. 본부 소재지는 네덜란드 암스테르담이다.

## 역사
지구의 벗은 1969년 데이비드 블로워가 원자력 발전소의 건설에 반대하기를 주저하는 시에라 클럽에서 탈퇴하여 만들어졌다. 지구의 벗은 1971년 미국, 스웨덴, 영국, 프랑스의 대표단의 모임으로 국제적인 네트워크가 되었다.
지구의 벗은 현재의 경제 모델과 기업의 세계화에 대해서 문제를 제기하고 환경적으로 지속가능하고 사회적인 사회를 창조하자는 운동을 수행하고 있다. 많은 비정부기구가 국제적으로 운영되는데에 비하여, 지구의 벗은 밑으로부터 조직되어 많은 국가와 지역의 단체들의 연합체이다.
각 국가는 별도의 조직을 가지고 그들의 캠페인과 활동을 수행하고 있으며, 지구의 벗의 우산 아래 활동하고 있다. 지구의 벗의 집행위원회는 각 국가의 단체들의 선출된 대표로 구성되어 있으며 정책을 수립하고 사무국의 운영을 감독한다.

## 활동 분야
지구온난화 방지, 산림보존, 생물다양성의 보존 등 다양한 분야에서 활동한다. 지구의 벗은 전통적인 자연보호를 넘어서서 지속적인 발전과 경제에 대해서 문제를 제기한다. 본래 북미와 유럽에서 시작한 이 운동은 개발도상국에서도 많은 참여로 폭을 넓혀가고 있다. 또한, 인권 보호(human rights)에도 힘쓰고 있다.

## 지부
2004년 3월 현재 전 세계에 38개의 지부가 있으며 같은 이름의 환경단체가 52개국에 있다. 이들은 독자적인 활동을 하지만 서로 협력관계를 유지하고 있다. 대한민국에서는 2002년에 환경운동연합이 지구의 벗 한국 지부로 등록하였다.

## 같이 보기
- 그린피스
- 환경운동연합